# سید مهدی طباطبایی‌پور
سید مهدی طباطبایی‌پور معروف به سید مهدی طباطبایی‌ (۱۳۳۰ - اصفهان- ۱۹ بهمن ۱۴۰۲ اصفهان) بازرگان و تاجر و معاون نخست‌وزیر و رئیس بنیاد مستضعفان (۱۳۶۱–۱۳۶۰) در دولت میرحسین موسوی بود.
طباطبایی‌پور پس از طی دوره ابتدایی و متوسطه ابتدا کاردانی نساجی و رنگرزی و سپس لیسانس مدیریت صنعتی را اخذ کرد. پس از انقلاب سمت‌های زیر را متصدی شد:
شهردار رهنان، فرماندار سمیرم، مدیرکل بنیاد مستضعفان اصفهان، رئیس بنیاد مستضعفان کشور و معاون نخست‌وزیر وقت ایران، قائم مقام بنیاد فرهنگی امام رضا (ع)، مؤسس خیریه امیرالمؤمنین (ع)، مدیرعامل مجمع خیریه‌های استان اصفهان، عضو هیئت مدیره مجمع خیرین مسجدساز کشور